# بودیل جانسون
بودیل آجنتا جانسون (سوئدی: Bodil Agneta Jönsson; زاده ۱۲ سپتامبر ۱۹۴۲ در هلسینگبورگ) فیزیکدان و نویسنده سوئدی است. 
او استاد بازنشسته است.
جانسون از سال ۱۹۹۳ در بخش فناوری توانبخشی در دانشگاه لوند فعالیت می‌کند.

## برخی از آثار
- ۲۰۱۹ – Gott om tid
- ۲۰۱۶ – Tio tankar om arbete
- ۲۰۱۶ – Bodils läslära
- ۲۰۱۶ – Tio tankar om arbete
- ۲۰۱۵ – Leva livet hela livet
- ۲۰۱۴ – Silver
- ۲۰۱۲ – Tid för det meningsfulla